# Liste des titres de marquis dans la noblesse britannique (existants)
Cet article est une compilation des titres de marquis de la pairie d'Angleterre, d'Écosse, de Grande-Bretagne, d'Irlande et du Royaume-Uni.
Cette compilation n'inclut pas les marquisats qui sont aujourd'hui utilisés comme titres subsidiaires, ainsi que ceux éteints, en sommeil, en suspens et perdus.

## Marquis dans lapairie d'Angleterre(1385-1707)
| Titre marquisien | Année de création | Famille (région d'origine) | Blason | Titulaire actuel                                                    | Autres tites |
| ---------------- | ----------------- | -------------------------- | ------ | ------------------------------------------------------------------- | ------------ |
| de Winchester    | 12 octobre 1551   | Paulet (Comté du Somerset) |        | Christopher Paulet, 19e marquis de Winchester né le 30 juillet 1969 |              |

## Marquis dans lapairie d'Écosse(1488-1707)
| Titre marquisien | Année de création | Famille (région d'origine) | Blason | Titulaire actuel                                                 | Autres tites |
| ---------------- | ----------------- | -------------------------- | ------ | ---------------------------------------------------------------- | ------------ |
| de Huntly        | 17 avril 1599     | Gordon (Highlands)         |        | Granville Gordon, 13e marquis de Huntly né le 4 février 1944     |              |
| de Queensberry   | 11 février 1682   | Douglas (Lowlands)         |        | David Douglas, 12e marquis de Queensberry né le 19 décembre 1929 |              |
| de Tweeddale     | 17 décembre 1694  | Hay (Lowlands)             |        | Charles Hay, 14e marquis de Tweeddale né le 6 août 1947          |              |
| de Lothian       | 23 juin 1701      | Kerr (Lowlands)            |        | Ralph Kerr, 14e marquis de Lothian né le 7 novembre 1957         |              |

## Marquis dans lapairie de Grande-Bretagne(1707-1801)
| Titre marquisien | Année de création | Famille (région d'origine)            | Blason | Titulaire actuel                                                         | Autres tites |
| ---------------- | ----------------- | ------------------------------------- | ------ | ------------------------------------------------------------------------ | ------------ |
| de Lansdowne     | 6 décembre 1784   | FitzMaurice (Comté de Kerry)          |        | Charles Petty-Fitzmaurice, 9e marquis de Lansdowne né le 21 février 1941 |              |
| Townshend        | 31 octobre 1787   | Townshend (Comté du Norfolk)          |        | Charles Townshend, 8e marquis Townshend né le 26 septembre 1945          |              |
| de Salisbury     | 10 août 1789      | Gascoyne-Cecil (Comté de Northampton) |        | Robert Gascoyne-Cecil, 7e marquis de Salisbury né le 30 septembre 1946   |              |
| de Bath          | 18 août 1789      | Thynne (Comté de Wilt)                |        | Ceawlin Thynn, 8e marquis de Bath né le 6 juin 1974                      |              |
| de Hertford      | 5 juillet 1793    | Seymour (Comté de Wilt)               |        | Henry Seymour, 9e marquis de Hertford né le 6 juillet 1958               |              |
| de Bute          | 2 février 1796    | Crichton-Stuart (Highlands)           |        | John Crichton-Stuart, 8e marquis de Bute né le 21 décembre 1989          |              |

## Marquis dans lapairie d'Irlande(1642-1825)
| Titre marquisien | Année de création | Famille (région d'origine)    | Blason | Titulaire actuel                                                                  | Autres tites |
| ---------------- | ----------------- | ----------------------------- | ------ | --------------------------------------------------------------------------------- | ------------ |
| de Waterford     | 19 août 1789      | Beresford (Comté de Stafford) |        | Henry Beresford, 9e marquis de Waterford né le 23 mars 1958                       |              |
| de Downshire     | 20 août 1789      | Hill (Comté de Down)          |        | Nicholas Hill, 9e marquis de Downshire né le 4 février 1959                       |              |
| de Donegall      | 4 juillet 1791    | Chichester (Comté de Devon)   |        | Patrick Chichester, 7e marquis de Donegall né le 9 mai 1952                       |              |
| de Headfort      | 29 décembre 1800  | Taylour (Comté du Sussex)     |        | Thomas Taylour, 7e marquis de Headfort né le 10 février 1959                      |              |
| de Sligo         | 29 décembre 1800  | Browne (Comté de Mayo)        |        | Sebastian Browne, 12e marquis de Sligo né le 27 mai 1964                          |              |
| de Ely           | 29 décembre 1800  | Tottenham (Comté de Wexford)  |        | Charles Tottenham, 9e marquis de Ely né le 12 février 1943                        |              |
| de Londonderry   | 13 janvier 1816   | Stewart (Comté de Donegal)    |        | Frederick Vane-Tempest-Stewart, 10e marquis de Londonderry né le 6 septembre 1972 |              |
| Conyngham        | 22 janvier 1816   | Conyngham (Comté de Clare)    |        | Henry Conyngham, 8e marquis Conyngham né le 25 mai 1951                           |              |

## Marquis dans lapairie du Royaume-Uni(depuis 1801)
| Titre marquisien     | Année de création | Famille (région d'origine)       | Blason | Titulaire actuel                                                     | Autres tites |
| -------------------- | ----------------- | -------------------------------- | ------ | -------------------------------------------------------------------- | ------------ |
| d'Exeter             | 4 février 1801    | Cecil (Comté de Northampton)     |        | Michael Cecil, 8e marquis d'Exeter né le 1er septembre 1935          |              |
| de Northampton       | 7 septembre 1812  | Compton (Comté de Warwick)       |        | Spencer Compton, 7e marquis de Northampton né le 2 avril 1946        |              |
| Camden               | 7 septembre 1812  | Pratt (Comté de Devon)           |        | David Pratt, 6e marquis Camden né le 13 août 1930                    |              |
| d'Anglesey           | 4 juillet 1815    | Paget (Comté d'Anglesey)         |        | Charles Paget, 8e marquis d'Anglesey né le 13 novembre 1950          |              |
| de Cholmondeley      | 22 novembre 1815  | Cholmondeley (Comté de Chester)  |        | David Cholmondeley, 7e marquis de Cholmondeley né le 27 juin 1960    |              |
| d'Ailesbury          | 17 juillet 1821   | Brudenell (Comté de Northampton) |        | David Brudenell-Bruce, 9e marquis d'Ailesbury né le 12 novembre 1952 |              |
| de Bristol           | 30 juillet 1826   | Hervey (Comté du Suffolk)        |        | Frederick Hervey, 8e marquis de Bristol né le 19 octobre 1979        |              |
| d'Ailsa              | 10 septembre 1831 | Kennedy (Lowlands)               |        | David Kennedy, 9e marquis d'Ailsa né le 3 juillet 1958               |              |
| de Normanby          | 25 juin 1838      | Phipps (Comté de Nottingham)     |        | Constantine Phipps, 5e marquis de Normanby né le 24 février 1954     |              |
| d'Abergavenny        | 14 janvier 1876   | Nevill (Comté de Durham)         |        | Christopher Nevill, 6e marquis d'Abergavenny né le 23 avril 1955     |              |
| de Zetland           | 22 août 1892      | Dundas (Lowlands)                |        | Mark Dundas, 4e marquis de Zetland né le 28 décembre 1937            |              |
| de Linlithgow        | 23 octobre 1902   | Hope (Lowlands)                  |        | Adrian Hope, 4e marquis de Linlithgow né le 1er juillet 1946         |              |
| d'Aberdeen et Temair | 4 janvier 1916    | Gordon (Highlands)               |        | George Gordon, 8e marquis d'Aberdeen et Temair né le 4 mai 1983      |              |
| de Milford Haven     | 7 novembre 1917   | Mountbatten (Comté d'Essex)      |        | George Mountbatten, 4e marquis de Milford Haven né le 6 juin 1961    |              |
| de Reading           | 7 mai 1926        | Isaacs (Comté d'Essex)           |        | Simon Isaacs, 4e marquis de Reading né le 18 mai 1942                |              |